# Batintsi
Batintsi (en macédonien Батинци, en albanais Batinca) est un village du nord de la Macédoine du Nord, situé dans la municipalité de Stoudenitchani. Le village comptait 5 364 habitants en 2002. Il est majoritairement albanais et compte une importante minorité bosniaque.

## Démographie
Lors du recensement de 2002, le village comptait :
- Albanais : 3 217
- Bosniaques : 1 660
- Turcs : 407
- Macédoniens : 36
- Roms : 2
- Serbes : 1
- Autres : 41